# Småbuskpion
Småbuskpion (Paeonia delavayi) är en art i familjen pionväxter som förekommer naturligt i Kina. Arten kan odlas som trädgårdsväxt i Sverige. Arten förväxlas ofta med tibetansk buskpion (P. ludlowii), som dock alltid har rent gula kronblad och ståndare, samt vanligen 1-2, alltid gula, fruktämnen. Småbuskpionens blommor kan vara vita, gula till brunröda och har vanligen färgade ståndare, samt två till flera fruktämnen.

## Synonymer
- Paeonia delavayi var. alba Bean
- Paeonia delavayi subsp. angustiloba (Rehder & E. H. Wilson) B. A. Shen
- Paeonia delavayi var. angustiloba Rehder & E. H. Wilson
- Paeonia delavayi var. atropurpurea Schipczinsky
- Paeonia delavayi subsp. lutea (Delavay ex Franchet) B. A. Shen
- Paeonia delavayi var. lutea (Delavay ex Franchet) Finet & Gagnepain
- Paeonia delavayi var. lutea f. superba Lemoine
- Paeonia franchetii Halda
- Paeonia handel-mazzettii Halda
- Paeonia lutea Delavay ex Franchet
- Paeonia potaninii Komarov
- Paeonia potaninii f. alba (Bean) Stern
- Paeonia potaninii var. trollioides (Stapf ex Stern) Stern
- Paeonia trollioides Stapf ex Stern.

### Webbkällor
- Svensk Kulturväxtdatabas